# Coppa Federale 1915-1916
La Coppa Federale fu il torneo sostitutivo, di guerra, del campionato italiano di calcio per la stagione 1915-16.

## La sospensione del campionato
Non appena il 22 maggio 1915 il governo italiano decretò lo stato di mobilitazione preliminare all'entrata nella prima guerra mondiale, la FIGC dispose frettolosamente la sospensione del campionato di Prima Categoria in corso, a cui mancava solo l'ultima giornata delle finali e la finalissima. Il provvedimento fu aspramente criticato in particolare dalla capolista Genoa, che si sentì defraudata della vittoria, ma anche Torino e Internazionale di Milano, che potevano ancora raggiungerla in vetta alla classifica, contestarono la sospensione.
Per l'Almanacco dello Sport il provvedimento fu criticato anche per il disinteresse mostrato dalla FIGC per le gravissime spese sostenute dalle società che avrebbero potuto ultimare il campionato anche in formazione rimaneggiata. Anche il giornale Football criticò la decisione, sostenendo che se l'ultima giornata si fosse svolta regolarmente e il Genoa fosse riuscito a conservare la vetta solitaria la sua vittoria sarebbe stata inoppugnabile mentre se, al contrario, fosse stata agganciata da Torino e/o Internazionale, il titolo di Campione d'Italia sarebbe rimasto inassegnato ma senza né recriminazioni né malcontenti. Fu criticata anche la decisione del consiglio direttivo della FIGC di riservarsi un futuro giudizio sull'aggiudicazione del campionato appena interrotto. Alcuni giornali ipotizzarono la possibile assegnazione del titolo al Genoa che tuttavia avvenne solo nel dopoguerra, ancorché in circostanze non del tutto chiare.
Bloccatosi il fronte nelle trincee montane e dell'Isonzo, la situazione in cui ci si venne a trovare vedeva da un lato le società che, seppur avendo perso diversi giocatori arruolati nell'esercito, erano ancora in grado di schierare formazioni complete, mentre dall'altro lato c'era la Federazione, il cui operato fu pesantemente contestato soprattutto dalle società maggiori che l'accusarono di abuso di autorità e di danneggiare i loro interessi, minacciando lo scisma. In effetti, l'unico campionato ufficiale che la federazione intendeva organizzare era la Terza Categoria, danneggiando le società maggiori che non potevano organizzare alcuna competizione non ufficiale durante lo svolgimento di un campionato di qualunque categoria, venendo costrette così all'inattività forzata. Le grandi società ritenevano che neanche l'eventuale disputa come contentino della Coppa del Re (un torneo antesignano della Coppa Italia, la cui inaugurazione era prevista nel 1915) avrebbe risolto il problema in quanto tale competizione avrebbe coinvolto anche le società minori con conseguenti perdite di incassi dovute a incontri di scarsa attrattiva disertati dal pubblico. Fu contestata, inoltre, la decisione di non convocare l'assemblea di agosto 1915, in violazione dello statuto federale. Le società maggiori milanesi organizzarono un congressino nel capoluogo lombardo, che si svolse giovedì 2 settembre 1915, onde studiare un assetto provvisorio che consentisse una normale ripresa dell'attività calcistica e discutere in merito all'atteggiamento antistatutario della FIGC.
Il congressino di Milano nominò una commissione di cinque membri che fu incaricata di trattare con la Presidenza Federale onde raggiungere un accordo e ottenere l'accoglimento di almeno alcune delle richieste delle società contestatrici. La reazione della FIGC fu quella di emanare una circolare con la quale venne indetto un referendum e la Presidenza venne autorizzata a prelevare dal fondo sociale somme a favore dei Comitati Regionali che ne avessero fatto richiesta onde favorire manifestazioni calcistiche. Tale circolare, secondo un articolo alquanto polemico del Football, non conteneva alcun accenno ad un programma sportivo vero e proprio, mentre sempre più giocatori stavano per essere arruolati nell'esercito (secondo le stime del giornale entro la fine dell'anno i tre quinti dei calciatori di Prima Categoria sarebbero stati chiamati sotto le armi). Con il suddetto referendum del 26 settembre 1915 i dirigenti della FIGC ottennero la quasi unanime approvazione delle decisioni prese e del loro programma. Su 63 società votanti 62 approvarono l'operato della federazione, tra cui proprio quelle stesse società meneghine che ne avevano contestato l'operato solo alcune settimane prima.
Nell'ottobre 1915, in mancanza del campionato italiano di Prima Categoria sospeso a tempo indeterminato dalla federazione per ragioni belliche, la stagione cominciò con il "torneo d'apertura" per la coppa messa in palio dalla Gazzetta dello Sport. Malgrado i molti giocatori chiamati alle armi, l'attività calcistica riprese fervidamente con la disputa di numerose amichevoli e coppe. Nello stesso mese cominciò anche il campionato lombardo di Terza Categoria e quelli dei "boys".
Nel frattempo la FIGC prese in considerazione la possibilità di organizzare una competizione sostitutiva del regolare campionato di Prima Categoria. In seguito alle disposizioni contenute nella delibera del Consiglio Federale presa il 23 ottobre 1915, la FIGC indisse una Coppa Federale che, secondo i piani iniziali, avrebbe avuto la stessa formula della pianificata Coppa del Re, rinviata a tempi migliori. Secondo i progetti iniziali la competizione sarebbe stata a eliminazione diretta con la partecipazione di un massimo di 64 squadre. Potevano iscriversi alla competizione solo le società settentrionali di Prima Categoria e di Promozione, nonché le vincitrici della Terza Categoria.
Al momento dell'istituzione del torneo, gli organi federali si aspettavano una massiccia adesione dalle squadre affiliate. Tuttavia, soltanto 15 squadre risposero all'appello. L'assenza di maggior scalpore fu quella della Pro Vercelli. La Cremonese, inizialmente iscritta e inserita nel girone con Modena e Bologna, chiese ed ottenne l'esonero dalla partecipazione, adducendo come motivo l'alto costo previsto delle trasferte in Emilia. Fu quindi rimpiazzata dall'Audax Modena. Essendosi raggiunto un numero insufficiente di iscrizioni, la FIGC decise di cambiare in corsa il regolamento trasformandola in una competizione sul modello del campionato, ma senza titolo di Campione d'Italia in palio. Le quindici società iscritte vennero ripartite, in base a criteri di vicinorità, in cinque gironi. Le vincitrici di ogni girone avrebbero poi disputato un girone finale.
Fece discutere poi la decisione unilaterale della Federazione di escludere dal torneo le squadre del Centro-Sud, le quali affidarono alla Gazzetta dello Sport la loro vibrante protesta, a dimostrazione che questa Coppa era sentita come un vero campionato. Data la pericolosa collocazione geografica, ci fu anche l'assenza delle compagini venete.

## Formula
La coppa si sarebbe svolta, sul modello dei campionati dell'epoca, su tornei regionali seguiti da una fase nazionale. Furono istituiti cinque gironi, uno per regione tranne che per il Piemonte, che ne ebbe due. Le vincitrici dei raggruppamenti avrebbero costituito la poule finale per l'assegnazione della coppa.
I dati qui raccolti sono riportati dall'opera Il calcio e la Grande Guerra, 1916 di Carlo Fontanelli, il quale li ha a sua volta recuperati dalle pubblicazioni dell'epoca della rivista Il Football.

## Eliminatorie regionali

### Girone A
|    | Campionato lombardo | Pt | G | V | N | P | GF | GS |
| -- | ------------------- | -- | - | - | - | - | -- | -- |
| 1. | Milan               | 8  | 4 | 4 | 0 | 0 | 10 | 3  |
| 2. | US Milanese         | 2  | 4 | 1 | 0 | 3 | 4  | 7  |
| 2. | Inter               | 2  | 4 | 1 | 0 | 3 | 3  | 7  |

| I risultati        |          |   |          |                    |
| Andata             |          |   |          | Ritorno            |
| 0-3 (19 dic. 1915) | Inter    | - | Milan    | (9 gen. 1916) 1-2  |
| 2-0 (26 dic. 1915) | Milan    | - | Milanese | (16 gen. 1916) 3-2 |
| 2-1 (2 gen. 1916)  | Milanese | - | Inter    | (23 gen. 1916) 0-1 |

### Girone B
|    | Piemonte A  | Pt | G | V | N | P | GF | GS |
| -- | ----------- | -- | - | - | - | - | -- | -- |
| 1. | Juventus    | 8  | 4 | 4 | 0 | 0 | 13 | 6  |
| 2. | Torino      | 2  | 4 | 1 | 0 | 3 | 5  | 7  |
| 2. | US Torinese | 2  | 4 | 1 | 0 | 3 | 4  | 9  |

| I risultati        |          |   |             |                    |
| Andata             |          |   |             | Ritorno            |
| 4-2 (19 dic. 1915) | Juventus | - | Torino      | (9 gen. 1916) 2-1  |
| 2-0 (26 dic. 1915) | Torino   | - | US Torinese | (16 gen. 1916) 0-1 |
| 2-1 (2 gen. 1916)  | Juventus | - | US Torinese | (23 gen. 1916) 5-2 |

### Girone C
|    | Piemonte B | Pt | G | V | N | P | GF | GS |
| -- | ---------- | -- | - | - | - | - | -- | -- |
| 1. | Casale     | 6  | 4 | 2 | 2 | 0 | 7  | 4  |
| 2. | Vercellese | 4  | 4 | 1 | 2 | 1 | 6  | 6  |
| 3. | Valenzana  | 2  | 4 | 0 | 2 | 2 | 1  | 4  |

| I risultati        |            |   |            |                    |
| Andata             |            |   |            | Ritorno            |
| 2-0 (19 dic. 1915) | Casale     | - | Valenzana  | (9 gen. 1916) 0-0  |
| 1-1 (26 dic. 1915) | Valenzana  | - | Vercellese | (16 gen. 1916) 0-1 |
| 2-2 (6 feb. 1916)  | Vercellese | - | Casale     | (23 gen. 1916) 2-3 |

### Girone D
|    | Campionato emiliano | Pt | G | V | N | P | GF | GS |
| -- | ------------------- | -- | - | - | - | - | -- | -- |
| 1. | Modena              | 8  | 4 | 4 | 0 | 0 | 12 | 2  |
| 2. | Bologna             | 4  | 4 | 2 | 0 | 2 | 11 | 5  |
| 3. | Audax Modena        | 0  | 4 | 0 | 0 | 4 | 0  | 16 |

| I risultati        |          |   |          |                    |
| Andata             |          |   |          | Ritorno            |
| 0-2 (19 dic. 1915) | Bologna  | - | Modena   | (9 gen. 1916) 2-3  |
| 4-0 (26 dic. 1915) | Modena   | - | Audax M. | (16 gen. 1916) 3-0 |
| 0-2 (2 gen. 1916)  | Audax M. | - | Bologna  | (23 gen. 1916) 0-7 |

### Girone E
|    | Campionato ligure | Pt | G | V | N | P | GF | GS |
| -- | ----------------- | -- | - | - | - | - | -- | -- |
| 1. | Genoa             | 6  | 4 | 3 | 0 | 1 | 22 | 3  |
| 2. | Andrea Doria      | 5  | 4 | 2 | 1 | 1 | 8  | 4  |
| 3. | Savona            | 1  | 4 | 0 | 1 | 3 | 1  | 24 |

| I risultati         |         |   |         |                    |
| Andata              |         |   |         | Ritorno            |
| 3-2 (19 dic. 1915)  | A.Doria | - | Genoa   | (9 gen. 1916) 0-1  |
| 13-0 (26 dic. 1915) | Genoa   | - | Savona  | (16 gen. 1916) 6-0 |
| 0-0 (2 gen. 1916)   | Savona  | - | A.Doria | (23 gen. 1916) 1-5 |

## Finali nazionali
Le eliminatorie riscossero un grande successo di pubblico, con numerosi derby assai accesi e sentiti. Grande attesa vi era dunque per il girone finale, in programma fra febbraio ed aprile. Subito si ebbe, tuttavia, il problema del Casale che, per gravissimi problemi finanziari, dovette ritirarsi dopo una sola gara in cui aveva perso 2-0 contro la Juve. Tutti i restanti match del Casale non furono disputati e alle avversarie dei casalesi, inclusa la Juventus, vennero automaticamente assegnate vittorie a tavolino. Il protrarsi della decisione su un ricorso presentato dall'Andrea Doria nei confronti del Genoa, in seguito respinto, causò, inoltre, la posticipazione di alcune partite dei rossoblù.
Il raggruppamento fu estremamente equilibrato, e solo all'ultima giornata il Milan riuscì ad aggiudicarsi l'ambita coppa, battendo in casa il Genoa al termine di un match combattuto (vi furono un rigore realizzato per parte nonché un possibile gol fantasma non assegnato ai liguri).
Determinante per il successo rossonero fu il figliol prodigo Aldo Cevenini, mentre il super bomber Louis Van Hege dovette lasciare a metà stagione, richiamato al fronte in Belgio. Questa vittoria fu il canto del cigno per la società rossonera, che uscirà totalmente ridimensionata dal conflitto, iniziando un lunghissimo periodo buio che si concluderà solo al termine di una nuova guerra, nel 1945.
Per quanto riguarda la Federazione, l'aggravarsi delle notizie dal fronte, sconsigliarono di ripresentare la manifestazione la stagione successiva. I Comitati Regionali misero in piedi vari tornei locali, sempre più ridotti a causa del susseguirsi della partenza delle varie classi militari con partite talvolta a porte chiuse a causa del divieto prefettizio di utilizzare i campi sportivi pubblici dopo ripetute e luttuose incursioni aeree austro-ungariche. Solo nel 1919, con la fine della guerra, ritornerà il calcio a livello nazionale.
|    | Coppa Federale 1915-16 | Pt | G | V | N | P | GF | GS |
| -- | ---------------------- | -- | - | - | - | - | -- | -- |
| 1. | Milan                  | 11 | 8 | 5 | 1 | 2 | 13 | 7  |
| 2. | Juventus               | 10 | 8 | 4 | 2 | 2 | 13 | 8  |
| 2. | Modena                 | 10 | 8 | 4 | 2 | 2 | 13 | 10 |
| 4. | Genoa                  | 9  | 8 | 4 | 1 | 3 | 15 | 13 |
| 5. | Casale                 | 0  | 8 | 0 | 0 | 8 | 0  | 16 |

|          | Cas  | Gen  | Juv  | Mil  | Mod  |
| -------- | ---- | ---- | ---- | ---- | ---- |
| Casale   | –––– | 0-2  | 0-2  | 0-2  | 0-2  |
| Genoa    | 2-0  | –––– | 1-1  | 2-1  | 3-2  |
| Juventus | 2-0  | 2-1  | –––– | 2-0  | 1-1  |
| Milan    | 2-0  | 3-1  | 3-2  | –––– | 2-0  |
| Modena   | 2-0  | 4-3  | 2-1  | 0-0  | –––– |

| Modena | Milan    | 0-0        |
| Casale | Juventus | 0-2 (tav.) |

| Juventus | Modena | 1-1 |

| Milan  | Juventus | 3-2 |
| Modena | Genoa    | 4-3 |

| Milan | Modena | 2-0        |
| Milan | Casale | 2-0 (tav.) |

| Juventus | Milan | 2-0 |

| Modena | Juventus | 2-1 |

| Genoa | Juventus | 1-1 |

| Genoa    | Milan  | 2-1        |
| Juventus | Casale | 2-0 (tav.) |

| Juventus | Genoa | 2-1        |
| Casale   | Milan | 0-2 (tav.) |

| Genoa | Modena | 3-2 |

| Milan | Genoa | 3-1 |

* La partita Juventus-Genoa era inizialmente prevista il 5 marzo, ma venne rinviata.

** Partita inizialmente prevista il 12 marzo, ma rinviata per impraticabilità del campo.

*** Partita inizialmente prevista il 19 marzo, ma rinviata su ordinanza prefettizia per il timore di arrivo di aeroplani nemici su Milano.

## Le richieste di rivalutazione del titolo

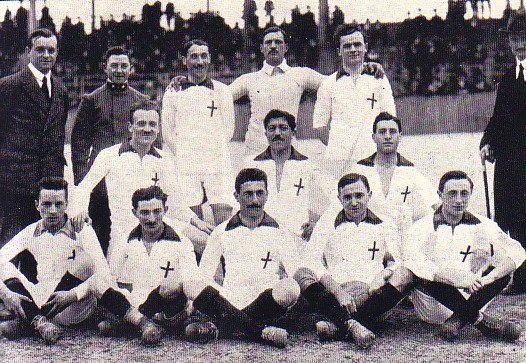
Una formazione rossonera del 1915: in piedi Sala, Barbieri, Pizzi; inginocchiati Scarioni, Soldera, Lovati; a terra Morandi, Ferrario, Brevedan, Van Hege, Bozzi.

Nei decenni a seguire la Coppa Federale 1915-1916, pur essendo tradizionalmente riportata con una voce specifica negli albi d'oro, rimase classificata come manifestazione non ufficiale e non fu mai considerata un vero campionato italiano in quanto il torneo di Prima Categoria 1914-1915 era formalmente ancora in corso. Polemiche analoghe interessarono tempo dopo un'altra competizione bellica nazionale, la Divisione Nazionale 1944 (meglio noto come Campionato Alta Italia) vinto dai VV.FF. Spezia, la quale, a differenza della Coppa Federale, ebbe a pieno titolo la qualifica di scudetto, ma fu dichiarata illegittima poiché organizzata sotto l'amministrazione della Repubblica Sociale Italiana, tanto più che la stessa FIGC repubblichina l'aveva disconosciuta.
Il dibattito sul prestigio della Coppa Federale si riaccese all'inizio degli Anni 1970, allorché il Milan, a quota nove scudetti, incappò in una bruciante serie di secondi posti in campionato conditi da aspre polemiche arbitrali. Giornalisti vicini ai rossoneri cominciarono, pertanto, a chiedere di riconsiderare il valore di quella competizione, auspicando l'assegnazione in anticipo ai milanesi dell'agognata stella d'oro simboleggiante la vittoria di dieci scudetti. Nonostante ciò l'iniziativa, già portata avanti con poca convinzione dai suoi stessi ideatori, non fu mai presa in considerazione dalla FIGC. Anche il più convinto tentativo da parte dello Spezia di vedersi assegnato il titolo italiano del 1944 dalla Federazione non raggiunse il risultato sperato dai promotori: il Campionato Alta Italia venne, infatti, rivalutato nel 2002, ma fu riconosciuto soltanto come titolo "onorifico", ovvero non equiparabile al tradizionale scudetto.